# Felsmalereien im Latmos-Gebirge

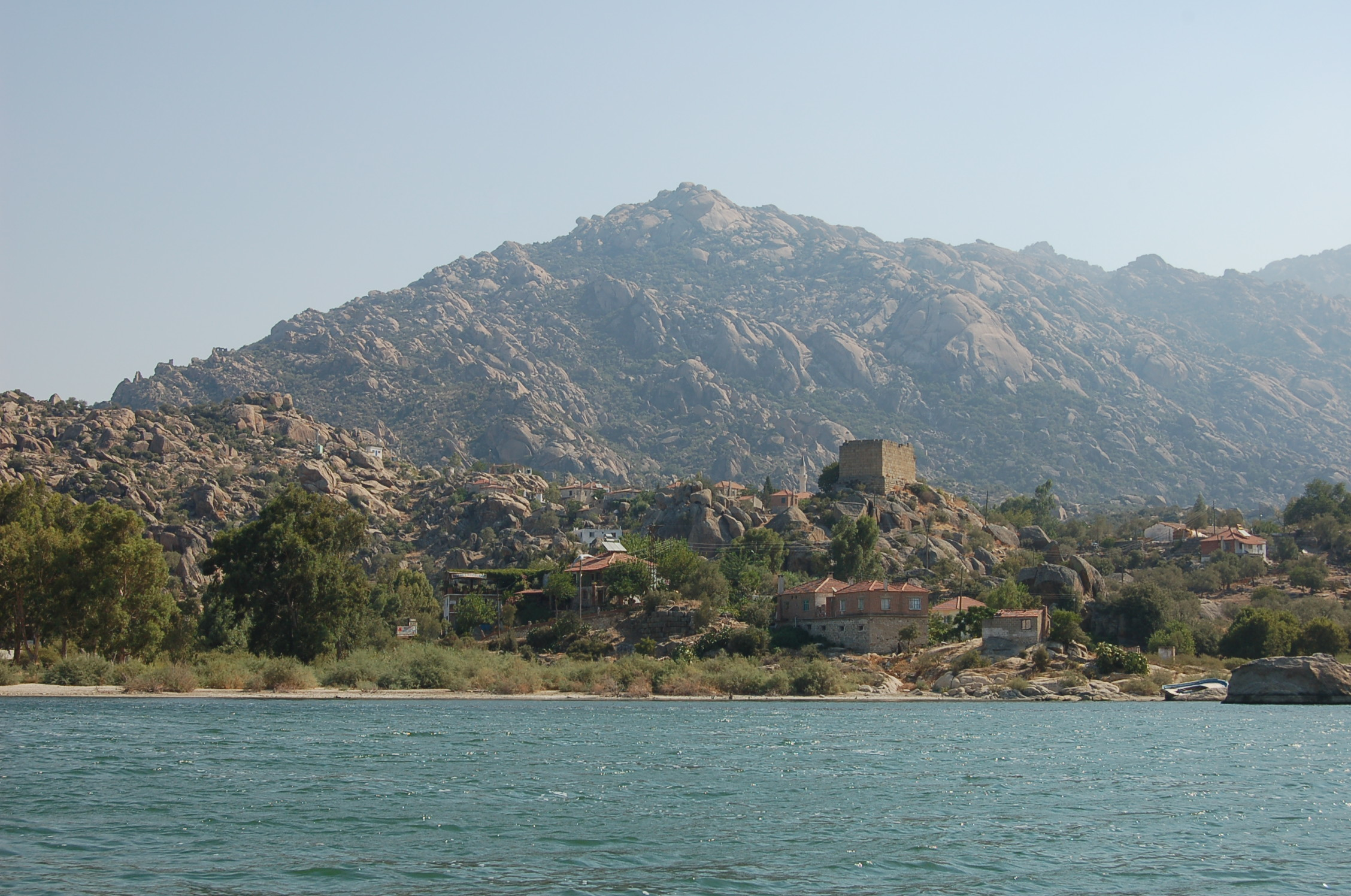
Das Latmos-Gebirge im Hintergrund der Grabungsstätten bei der antiken Stadt Herakleia am Latmos

Die Felsmalereien im Latmos-Gebirge (türkisch Beşparmak Dağları), an der anatolischen Westküste, im nordwestlichen Zipfel von Karien, werden vorläufig auf 8000–4000 v. Chr. datiert. Der Hauptanteil der Bilder ist im frühen bis mittleren Chalkolithikum im  6. Jahrtausend v. Chr. entstanden. Sie stellen die ersten Zeugnisse vorgeschichtlicher Felsmalerei in der Westtürkei dar.
Das Latmos-Gebirge besteht aus Granit und Gneis und umfasst zahlreiche Höhlen. Die ersten beiden Felsbilder wurden 1994 entdeckt und beschrieben, inzwischen sind es knapp 170, die sich mit wenigen Ausnahmen um den Gipfel des Gebirges verteilen. Sie befinden sich unter Abris  oder an den Wänden kleiner Höhlen, meist in der Nähe von Quellen oder Bächen. Die bisher gefundenen Höhlen und Abris waren nicht bewohnt und gelten als mögliche Kultstätten außerhalb von Siedlungsplätzen, von denen aber noch keine Funde vorliegen. Die Funde dieser Felsbilder resultieren aus der archäologischen Erforschung dieses auch für die griechische Mythologie bedeutenden Gebirges, die das Deutsche Archäologische Institut seit 1991 unter Leitung von  Anneliese Peschlow-Bindokat in dieser Region durchführte.
Die Felsbilder waren in den von Tageslicht erhellten Höhlen zu allen Zeiten sichtbar. In der Karadere-Höhle befindet sich in Augenhöhe ein einen Meter breites und 45 Zentimeter hohes Bildfeld „mit elf Figuren, an die sich in der nächsten Nische rechts eine zwölfte Figur anschließt. In der Überzahl sind es Strichmännchen mit überlangen Körpern und stummelartigen Beinen“ mit T-förmigem Kopfputz, der an Hörner denken lässt. Menschliche Figuren in der Göktepe-Höhle besitzen runde oder abgerundete Körperformen, die auch weibliche Gestalten deutlich erkennen lassen. Die Zeichnungen in roter Farbe wurden mit Fingern und Pinseln aufgetragen.
Im Gegensatz zur Höhlenmalerei aus dem Jungpaläolithikum in Westeuropa sind nicht Tierdarstellungen das Hauptthema, sondern Abbildungen von Menschen. Diese werden meist in der Gemeinschaft dargestellt, oft als Paar von Mann und Frau. Diese Abbildungen unterscheiden sich auch von nacheiszeitlichen Höhlenmalereien, in denen hauptsächlich Jagdszenen dargestellt wurden. Dieser Themenwechsel wird von den Archäologen auf den Wandel der Lebensform der Menschen zurückgeführt, die  in dieser Region nun sesshaft wurden.